# Tema literari
Tema literari és un concepte de la preceptiva i crítica literària que fa referència al contingut de l'obra literària, independentment del seu gènere, de manera similar al tema artístic en qualsevol altra obra d'art. És la matèria, assumpte o argument del text literari, la idea global que sustenta el seu plantejament i l'acció o xarxa d'accions que es desenvolupen en ell. En narratologia, és la matèria de la història explicada mitjançant la trama de la narració, clàssicament disposada en un plantejament, un nus i un desenllaç, en un temps i lloc determinats.
El tema literari es diferencia d'altres dos conceptes semblants: el motiu literari i el tòpic literari, pel seu grau d'abstracció. Tot i que no hi ha un consens entre els tractadistes, sol indicar-se que el tema és general (abstret fins a l'extrem, poden reduir-se a tres, els temes universals: vida, mort, amor), mentre que el motiu és concret (per exemple, l'amor impossible, l'amor platònic o idealitzat, l'amor sensual, la mort heroica, la mort indigna o la mort igualadora, la vida retirada o la vida il·lusòria); i el tòpic és una idea ja expressada i encunyada en una expressió convencional, que es revisita de manera més o menys reelaborat o parafrasejat al llarg de la història de la literatura (el theatrum mundi, l'ubi sunt, el beatus ille, l'omnia vincit amor, el fortuna mutabile, etc.)

## Tipus de temes literaris
Els temes literaris es deriven de tota la gamma dels sentiments (felicitat, tristesa, por, culpa, vergonya, plaer, dolor, etc.), i poden desenvolupar-se en la celebració o el lament, el perdó o la venjança, el compliment del deure, l'honor o la infàmia, el sacrifici, la temptació, les passions i desitjos (les obres de William Shakespeare s'han posat d'exemple com a personificació de les passions i desitjos humans: la gelosia a Otel·lo; el dubte a Hamlet, l'avarícia a El mercader de Venècia i a Macbeth; l'amor a Romeu i Julieta, etc.), o la seva repressió i frustració, l'assoliment dels propòsits o el fracàs, la lluita, el triomf o la derrota, la llibertat o la submissió, la persecució o la fugida, el viatge o la recerca (de l'origen mateix, de la formació o aprenentatge, del destí o de l'èxit, de l'ideal o de la destrucció), els vicis i les virtuts, la bondat i la maldat, la veritat i la mentida, la bellesa i la lletjor (la possibilitat de fer art de la lletjor: la mentida i la maldat són un punt central de l'estètica i la teoria de l'art), la justícia i la injustícia (molt habitualment resoltes en l'anomenada «justícia poètica»), etc.

## Matèria literària
Amb el nom de «matèria» es van denominar els diferents temes literaris de l'èpica medieval (matèria de Bretanya, matèria de França, matèria de Roma, matèria de Troia, etc.).